# A. M. Dellamonica
Alyxandra Margaret "A. M." Dellamonica (25 de fevereiro de 1968) é escritora canadense de ficção científica que publicou mais de quarenta contos na área desde a década de 1980. Dellamonica escreve em vários subgêneros, incluindo ficção científica, fantasia e história alternativa. Suas histórias foram selecionadas para antologias de ficção científica "Melhores do Ano" em 2002 e 2007. Dellamonica é não binário (pronome neutro será usado neste texto para se referir a essa pessoa).
Participou do Clarion West Writers Workshop, em 1995, e foi estudante do programa UBC Opt-Res Creative Writing MFA.
Dellamonica ensina redação criativa online no Universidade da Califórnia em Los Angeles (UCLA) Extension Writer's Program e pessoalmente na UTSC. Também atua revisando romances de ficção científica e escrevendo artigos sobre publicação para sites relacionados à ficção científica, como Clarkesworld e tor.com.
Seu primeiro romance, Indigo Springs, foi publicado pela Tor Books em novembro de 2009. Seu quarto livro, A Daughter of No Nation, foi publicado em dezembro de 2015. Seu quinto e mais recente romance é The Nature of a Pirate.

## Nomeações e prêmios
A história alternativa de Joana d'Arc de Dellamonica, "A Key to the Illuminated Heretic", foi indicada para o Prêmio Sidewise de História Alternativa de 2005  e esteve na votação no Preliminary Nebulosa Ballot de 2005. Nesse mesmo ano, recebeu a Bolsa do Conselho Canadense de Artes para Artistas Emergentes em Escrita Criativa . Em 2015, recebe nova Bolsa, dessa vez do Conselho de Artes de Ontário para Trabalhos em Andamento de Escritores. O primeiro romance de Dellamonica, Indigo Springs, recebeu o Prêmio Sunburst de Literatura Canadense do Fantástico de 2010. Em 2016, seu quarto romance , A Daughter of No Nation, ganhou o Prêmio Prix Aurora de Melhor Romance. 

### Romances

#### Indigo Springs
1. Indigo Springs, 2009
2. Blue Magic, 2012

#### The Hidden Sea Tales
1. Child os a Hidden Sea, 2014
2. A Daughter of No Nation, 2015
3. The Nature of a Pirate, 2016

### Contos
- "Lucre's Egg," in Crank! Magazine (1994)
- "Jailbreak," in Terminal Fright Magazine (1996)
- "Homage," in Crank! Magazine (1996)
- "Crusader," in Tomorrow Speculative Fiction Magazine (1996)
- "Love Equals Four, Plus Six," in Realms of Fantasy Magazine (1996)
- "Furlough," in Pirate Writings Magazine (1996)
- "Prodigal," in Audio Versions (1998)
- "The Man with No Motive," in Writer's Block Magazine (1997)
- "The One Act," in Realms of Fantasy Magazine (1997)
- "Novice," in anthology 365 Scary Stories (1998)
- "The Dark Hour," in anthology Tesseracts 8 (1999)
- "Nevada," in webzine SCIFI.COM (2001)
- "The Girl Who Ate Garbage," co-written with Jessica Reisman in webzine SCIFI.COM (2001)
- "Three Times over the Falls," in webzine SCIFI.COM (2002)
- "Living the Quiet Life," in webzine Oceans of the Mind (2003)
- "A Slow Day at the Gallery," in Isaac Asimov's Science Fiction Magazine (2002)
- "Living the Quiet Life," in webzine Oceans of the Mind (2003)
- "The Riverboy," in anthology Land/Space (2003)
- "Cooking Creole," in anthology Mojo: Conjure Stories (2003)
- "The Children of Port Allain," in On Spec Magazine (2003)
- "Faces of Gemini," in anthology Girls Who Bite Back: Mutants, Slayers, Witches and Freaks (2004)
- "Origin of Species," in anthology The Many Faces of Van Helsing (2004)
- "The Dream Eaters," in anthology The Faery Reel (2004)
- "Ruby, in the Storm," in webzine SCIFI.COM (2004)
- "The Spear Carrier," in webzine SCIFI.COM (2005)
- "A Key to the Illuminated Heretic," in Harry Turtledove's anthology Alternate Generals III (2005), reprinted in Great Jones Street (2017)
- "The Town on Blighted Sea," at Strange Horizons (2007)
- "Time of the Snake," in anthology Fast Forward 1: Future Fiction from the Cutting Edge (2007)
- "What Song the Sirens Sang," in newspaper 'Xtra West' (2007)
- "Five Good Things about Meghan Sheedy," at Strange Horizons (2008)
- "The Sorrow Fair," at Helix Speculative Fiction (2008)
- "The Cage," on Tor.com (2010)
- "The Sweet Spot,"  "The Sweet Spot," at Lightspeed (2012)
- "Wild Things," on Tor.com (2012)
- "The Color of Paradox", on Tor.com (2014)
- "Tribes," in Strangers Among Us: Tales of the Bound and Unbound, edited by Susan Forest and Lucas K. Law, Laksa Media Group (2016)
- "Bottleneck," The Sum of Us: THE SUM OF US, edited by Susan Forest and Lucas K. Law, from Laksa Media Group (2017)